# Solomon Volkov
Solomon Moisejevitsj Volkov (Russisch: Соломон Моисеевич Волков) (Uroteppa, Tadzjikistan, 17 april 1944) is een Russisch-Amerikaans journalist, schrijver en musicoloog.

## Leven en werk
Volkov studeerde viool aan het conservatorium te Leningrad en promoveerde in 1971 in de musicologie. Hij was vervolgens artistiek directeur van de ‘Experimentele Studio voor Kameropera’. In 1976 emigreerde hij met zijn vrouw Marianne naar de Verenigde Staten en nam later ook de Amerikaanse nationaliteit aan.
Volkov staat bekend als een groot kenner van de geschiedenis en esthetica van de Russische muziek alsook van de psychologie van muzikale perceptie. De meeste bekendheid verwierf hij evenwel met zijn biografisch werk over Dmitri Sjostakovitsj, onder de titel Testimony (1979, in Nederland verschenen onder de titel Getuigenis in de reeks Privé-domein). Testimony/Getuigenis riep direct een felle polemiek op over de historische authenticiteit. De Amerikaanse wetenschapper Laurel Fay betichtte Volkov zelfs van fraude, stelde dat hij schaamteloos stukken had overgeschreven uit Sjostakovitsjs eigen teksten, daarbij sterk selectief en inaccuraat was en er op tal van onderdelen naar eigen fantasie stukken en uitspraken aan had toegevoegd. “Hij kon niet wachten op Sjostakovitsjs dood om vervolgens zijn aura te misbruiken voor eigen roem”, stelde ook Sjostakovitsjs derde vrouw Irina. Sjostakovitsjs dochter Galina en zoon Maxim zijn echter minder streng en noemen Testimony/Getuigenis “een boek over onze vader, maar niet zijn eigen memoires”. De basis en historiciteit zijn volgens zijn beide kinderen grotendeels correct, maar de toon van het boek en het globale beeld dat wordt geschetst is sterk gekleurd door Volkov zelf. Dit gegeven doet op zich echter weinig af aan de literaire kracht van het boek, dat internationaal geprezen werd en in zo’n twintig landen werd vertaald.
Volkov oogstte later bij insiders ook nog veel roem met zijn tweespraak Dialogues with Joseph Brodsky (1998), dat tot op heden echter niet in het Nederlands werd vertaald.
Een belangrijk recent werk van  Volkov is "The Magical Chorus.: A history of Russian culture from Tolstoy to Solzhenitsyn", Engelse vertaling 2008,   ISBN 978-1-4000-7786-1
- Bibsys: 90359782
- Bibliothèque nationale de France: cb11928653f (data)
- Catàleg d'autoritats de noms i títols de Catalunya: 981058516620406706
- Digitale Bibliotheek voor de Nederlandse Letteren: volk014
- Gemeinsame Normdatei: 121817830
- International Standard Name Identifier: 0000 0001 0923 7221
- Library of Congress Control Number: n79038873
- Nationale Bibliotheek van Letland: 000014726
- Bibliotheek van het Japanse parlement: 00459862
- Nationale Bibliotheek van Tsjechië: js20020925400
- Nationale Bibliotheek van Israël: 987007269550205171
- Nederlandse Thesaurus van Auteursnamen: 068902557
- Istituto Centrale per il Catalogo Unico: RAVV068230
- LIBRIS: 264870
- SNAC: w68x6xc0
- Système universitaire de documentation: 027189880
- Virtual International Authority File: 90715985
- WorldCat: E39PBJp69HvXJhVgyCbcBJ3qQq